# RTL Crime
RTL Crime ist einer der drei RTL-Pay-TV-Spartenkanäle (neben RTL Living und RTL Passion). Der Kanal ist seit dem 27. November 2006 auf Sendung. Er startete an jenem Tag um 17:00 Uhr mit der Serie Balko. Seither sendet der Kanal ein 24-Stunden-Programm. Der Sender unterbricht seine Sendungen nicht und auch sonst werden zwischen den Serien etc. wenig Werbung und Trailer gezeigt.

## Geschichte
Der Sender strahlte anfangs nur zwölf Serien und vier Filme (unterschiedlich) aus. Angekündigt wurden jedoch noch internationale Serien und Dokumentationen, die man in Deutschland noch nicht gesehen hat, alles ohne FSK-Schnitt.
Dabei werden die Serienfolgen sehr oft wiederholt. Es werden auch Wiederholungen alter und neuer RTL- oder VOX-Sendungen gezeigt. Der Sender will sich stärker mit Krimiserien aus dem In- und Ausland an das männliche Publikum richten.
Vom 1. Oktober 2007 bis 16. Juli 2018 war RTL Crime auch im Sky-Programmpaket Sky Starter (vormals Premiere Thema und Sky Welt) enthalten. RTL Crime ist ebenfalls im IPTV-Angebot von Vodafone kostenpflichtig erhältlich, ebenso wie bei Telekom Entertain. Seit dem 1. September 2011 gibt es auch in den Niederlanden eine niederländische Version von RTL Crime.
Seit dem 15. Mai 2012 wird bei Unitymedia zusätzlich die HD-Variante RTL Crime HD ausgestrahlt. Vom 25. September 2014 bis 16. Juli 2018 war RTL Crime in HD bei Sky Deutschland im Entertainment-Paket empfangbar. Bei vielen Serien bietet der Sender erstmals zusätzlich den englischen Originalton.
Am 1. Oktober 2015 gab die RTL Group bekannt, dass sich RTL Crime zum 12. November 2015 einem Relaunch und Re-Design unterzieht. Zeitgleich wurde auch ein neues Senderlogo eingeführt.
Seit 1. August 2017 ist RTL Crime HD auch bei Vodafone Kabel Deutschland im „HD Premium“ – Paket empfangbar.

## Empfang
Kabel:
- Unitymedia
- Vodafone Kabel Deutschland
- UPC Schweiz (Schweiz)
- UPC Austria (Österreich)

TV-Streaming:
- RTL+

IPTV:
- Telekom Entertain
- Vodafone
- Teleclub (Schweiz)
- A1 Xplore TV (Österreich)

## Programm

### Serien
- Abschnitt 40
- Agentin mit Herz
- Marvel’s Agents of S.H.I.E.L.D.
- Akte Mord
- Alarm für Cobra 11 – Die Autobahnpolizei
- Anwälte der Toten – Rechtsmediziner decken auf
- Arrow
- Ash vs. Evil Dead
- Auf der Flucht – Die Jagd geht weiter (exklusiv bei RTL Crime)
- Autopsie – Mysteriöse Todesfälle
- Balko
- Bones – Die Knochenjägerin
- Breakout Kings
- Burning Zone
- Continuum
- CSI: Vegas (CSI: Crime Scene Investigation)
- CSI: Miami
- CSI: NY
- CSL: Crime Scene Lake Glory
- Der Clown
- Der Equalizer (Der Equalizer – Der Schutzengel von New York)
- Dr. G – Beruf: Gerichtsmedizinerin
- Die Sitte
- Dig
- Doppelter Einsatz
- Durham County – Im Rausch der Gewalt (exklusiv bei RTL Crime)
- From Dusk Till Dawn
- F/X: Die Serie
- Gerichtsmedizinerin Dr. Samantha Ryan (Silent Witness)
- How To Get Away With Murder
- Hustle – Unehrlich währt am längsten (Hustle)
- Kojak – (Neuauflage der Serie als Deutschlandpremiere)
- Leverage
- Magnum (Magnum, P.I.)
- Matrioshki – Mädchenhändler
- Medical Detectives – Geheimnisse der Gerichtsmedizin
- Ohne Gnade
- Miami Vice
- Millennium – Fürchte deinen Nächsten wie Dich selbst
- Mugshots
- Murder by the book – Die echten Thriller
- Murder One
- New York Undercover
- Quincy
- Person of Interest
- Ripper Street
- RoboCop
- Spartacus
- Taxi Brooklyn
- The Blacklist
- The Glades
- The Grid – Netzwerk des Terrors (exklusiv bei RTL Crime)
- The Player
- Trautmann
- Trio mit vier Fäusten
- U 18 – Jungen Tätern auf der Spur
- Utopia
- Vier Frauen und ein Todesfall
- White Collar

### Crime-Dokumentationen
- Born To Kill – Als Mörder geboren? (exklusiv bei RTL Crime)
- D.E.A. – Die Drogencops (exklusiv bei RTL Crime)
- Die Nazi-Jäger (Späte Gerechtigkeit) (exklusiv bei RTL Crime)
- Medical Detectives – Geheimnisse der Gerichtsmedizin
- Ross Kemp: Extreme World
- Tatort-Reiniger (Blutiges Geschäft) (exklusiv bei RTL Crime)
- First 48 - Am Tatort mit den US-Ermittlern

## Senderlogos

Logo bis zum 11. November 2015
Logo des HD-Senders bis zum 11. November 2015
Logo vom 12. November 2015 – 14. September 2021
Logo von RTL Crime HD vom 12. November 2015 – 14. September 2021
Logo von RTL Crime seit 15. September 2021
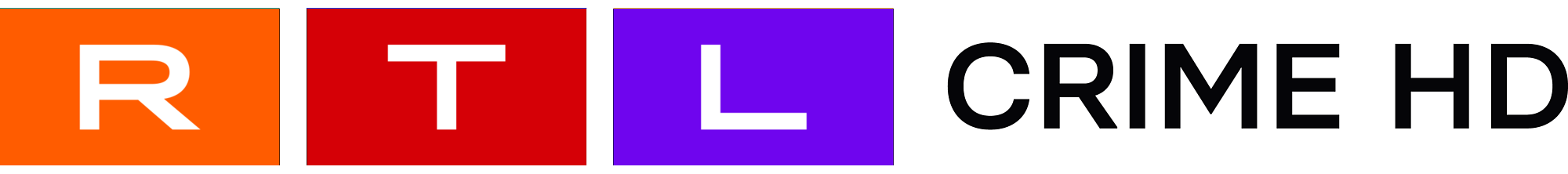
Logo von RTL Crime HD seit 15. September 2021
Alternatives Logo von RTL Crime seit 15. September 2021, benutzt in Idents